# Arthur Eichengrün
Arthur Eichengrün (Aken, 13 augustus 1867 - Bad Wiessee, 23 december 1949) was een Joods-Duitse scheikundige, die waarschijnlijk de uitvinder van de Aspirine was.

## Leven
Eichengrün werd geboren als zoon van een joodse textielhandelaar en fabrikant. In 1885 ging hij scheikunde studeren aan de universiteit van Aken. Hij verhuisde later naar Berlijn en uiteindelijk naar Erlangen, waar hij 1890 zijn doctorstitel heeft behaald.
In 1896 trad Eichengrün in dienst bij Bayer om in het farmaceutisch laboratorium te werken. In 1908 verliet hij Bayer om zijn eigen farmaceutisch bedrijf op te richten, de Cellon-Werke in Berlijn. In 1938 werd zijn bedrijf door de nazi's gearianiseerd, dat wil zeggen Joden mochten er niet meer werken. In 1943 werd hij gearresteerd en tot vier maanden gevangenisstraf veroordeeld, omdat hij weigerde het woord "Israël" in de bedrijfsnaam op te nemen. In mei 1944 werd hij opnieuw op grond van dezelfde beschuldiging gearresteerd en gedeporteerd naar het concentratiekamp Theresienstadt waar hij verbleef tot het einde van de Tweede Wereldoorlog.
Na de bevrijding keerde Eichengrün terug naar Berlijn. In 1948 verhuisde hij naar Bad Wiessee in Beieren, waar hij in 1949 overleed. Eichengrün is 82 jaar oud geworden.

## Werk
Eichengrün werd bekend door uitvindingen, zoals de synthese van verscheidene chemische samenstellingen en had 47 patenten op zijn naam staan. Hij ontdekte in 1897 Protargol, een zilververbinding die tot de komst van de sulfapreparaten het meest werkzame medicament bij de behandeling van gonorroe was. Hij is voornamelijk beroemd geworden vanwege de controverse over de uitvinding van Aspirine.
Lange tijd werd de ontdekking van acetylsalicylzuur algemeen toegeschreven aan Felix Hoffmann, een medewerker van Bayer, die na zijn diensturen een pijnstillend middel gezocht zou hebben voor zijn zwaar reumatische vader. Door systematisch te werk te gaan zou hij hebben gezocht naar een nieuwe verbinding om het middel beter verteerbaar te maken. In 1897 zou hij de oplossing van het probleem hebben herontdekt in de acetylering van het salicylzuur. Op 10 augustus 1897 zou hij in zijn laboratoriumdagboek hebben beschreven hoe hij het acetylsalicylzuur in chemisch zuivere en bewaarbare vorm had samengesteld. In samenwerking met de arts Heinrich Dreser zou hij de nieuwe stof uitgebreid hebben getest op dieren. In 1899 kwam het middel in poedervorm op de markt. Een jaar later waren er de gedoseerde tabletten.
Uit onderzoek van de labjournaals bij Bayer blijkt echter dat de werkelijke ontdekker van acetylsalicylzuur Arthur Eichengrün was, die onderzoek deed naar betere pijnstillers. Felix Hoffmann werkte als laboratorium-assistent onder diens leiding. Vanwege Eichengrüns joodse achtergrond werd hij door de nazi’s uit de annalen geschrapt en werd het verhaal van de reumatische vader bedacht. In 1949 publiceerde Eichengrün een artikel waarin hij de uitvinding van acetylsalicylzuur claimde. Deze claim werd bevestigd na onderzoek van Walter Sneader van de universiteit van Glasgow in 1999. De vraag wie de werkelijke ontdekker van acetylsalicylzuur is, bleef echter controversieel. Bayer weersprak in een persbericht de bevindingen van Sneader.